# エマ・シーン
エマ・シーン (Emma Sheen) は、アニメ『機動戦士Ζガンダム』に登場する架空の人物。当初はティターンズの士官として登場し、その後はガンダムMk-IIに纏わる一連の事件を経てエゥーゴに移籍。
担当声優は岡本麻弥、富沢美智恵（一部ゲーム）。

## 略歴
『Ζ』開始時の年齢は24歳。階級は中尉。日系9世という設定がある。軍人家庭に生まれ、ティターンズ配属までは地球で暮らす。
基本的に柔和ながら実直な性格。典型的な軍人気質で、規律重視で杓子定規に判断する傾向が強く、TV版では規律を破ったカミーユ・ビダンやファ・ユイリィに「修正」と呼ぶ体罰を下すことにも躊躇はない。しかし理性的な面も備え、手段を選ばないティターンズの方針に疑問を抱いている（後述）。
2年半ほど前、女同士でガソリン車で旅行した際にシャイアンの豪邸の前でアムロ・レイに出会ったとカミーユに語り、回想シーンも描かれるが、アムロだと分かってきたのはアーガマの空気を感じたからだという（第8話）。カミーユからは想像でしかないと返されるが、スマートフォンゲームアプリ『機動戦士ガンダム U.C. ENGAGE』のイベント「アムロシャアモード」では詳細が描かれた。しかし、場所はシャイアン基地の前となっており、アムロの同僚2人もいる。クーラントの警告灯が点かなかったためにレンタカーがエンストしたところをアムロに助けられる。アムロらは基地の売店の出入り業者であると嘘をつくも見抜くが、自身が軍属であることもアムロに見抜かれている。
ガンダムMk-IIのテストパイロットとしてグリーン・ノアに赴任し、エゥーゴによる同機の強奪事件に遭遇する。その後、上官バスク・オムの親書を持ってアーガマへ赴くが、その内容が「強奪したガンダムMk-IIを返さなければ、強奪者であるカミーユの両親を殺す」という恫喝だったことを知り、驚愕。ティターンズをジオン残党による破壊行為の抑止を目的とした正義の組織と信じていたエマは大きなショックを受け、人質という卑劣な手段をとった組織に不信感を抱く。その後、アレキサンドリアへ戻ると、カミーユとその父であるフランクリン・ビダンを引き連れ、ガンダムMk-II全3機と共にエゥーゴへ身を投じる。それでもなお、当初は戦力的に大きく劣るエゥーゴがティターンズに対して抵抗活動を続けることに疑念を抱いていた。しかし、サイド1の「30バンチ」コロニーでクワトロ・バジーナ（シャア・アズナブル）から30バンチ事件の真相を知らされ（劇場版ではレコア・ロンドがエゥーゴによる30バンチ調査の映像資料を見せる）、ティターンズの本質を再認識する。
エゥーゴ参加当初は元ティターンズ士官ということで疑われやすい立場であり、保護観察という扱いではあったが、生真面目で誠実な性格によりクルーたちの信頼を得た。搭乗MSは当初リック・ディアス、後にガンダムMk-IIを譲り受け、アーガマとラーディッシュを行き来しながら数々の戦闘に参加。パイロットとしての腕は一流であり、物語序盤はエゥーゴ内部でもクワトロらと並ぶトップクラスの評価を得ている。
カミーユやファ、カツ・コバヤシに対しては、時には上官として厳しく、時には姉のように優しく、彼らの面倒を見た。軍人家庭で形作られた厳格さから、カミーユやファへ制裁を行なうこともしばしばあった。カミーユが自分に好意をもっていることを自覚しており、イラだつカミーユをなだめてほしいとブライトに頼まれて、「カミーユのマザー・コンプレックスを刺激したくない」と断るシーンもある。なお、ラーディッシュの艦長となったヘンケン・ベッケナーからは個人的な好意を寄せられて戸惑うが、あくまで軍人として曖昧な態度を崩せなかった。その後におけるラーディッシュのクルーなどの言動からは、ヘンケンとエマの関係を応援している様子がうかがえる（劇場版ではクワトロやブライト・ノアも陰から恋愛成就を祈っている）。
宇宙世紀0088年2月22日、グリプス戦役終盤において、自分とは逆にティターンズへ寝返ったレコアの駆るパラス・アテネと交戦し、相撃ち状態になりつつも撃破する。しかし、レコアの最期の言葉に動揺してその意味を確認しようと不用意にコクピットを出た際、パラス・アテネの残骸がヤザン・ゲーブルの操縦するハンブラビの攻撃によって爆発し、その破片を全身に浴びて致命傷を負う。まもなくカミーユに助けられ、放棄されたアレキサンドリア級のエアハッチに運び込まれるが、命が尽きることを悟ると彼にΖガンダムが人の意思を吸収する力を持っていると諭し、平和への願いを托して息を引き取った。遺体はそのまま放置され、コロニーレーザーの発射に巻き込まれて艦と共に消滅している。その後、シロッコとの最終決戦では霊体としてカミーユの元に現れ、彼に力を貸した。
小説版では堅物な性格が強調されているほか、死因も異なっている。シャアやハマーン・カーンと交戦中のパプテマス・シロッコが狙いを外した流れ弾がガンダムMk-IIの脇腹に当たり、歪んだコクピットフレームで腹部を強打したことが致命傷となった。この際、死を自覚したことで自分も普通の恋に憧れていたことや、ヘンケンに好意を持たれて内心は嬉しかったことに気付く描写があり、テレビ版と同様に自分を助けたカミーユに後を託して死亡する。
近藤和久による漫画版では、シロッコの乗るジ・Oを撃墜しようとした時にレコアが割り込み、結果的に彼女を撃墜したことでシロッコを怒らせてしまい、大型ビーム・ライフルの連射を受けたガンダムMk-IIが爆発すると共に死亡してしまう。
劇場版では人物描写がやや異なり、母性的で包容力のある大人の女性としての面が強調された。テレビ版で描かれた厳格な人物像は和らいでおり、カミーユらにもスキンシップで場を和ませるなど、良き姉的な存在として描かれている。ヘンケンのアプローチも最初は上手くはぐらかしていたが、物語中盤以降は艦内デッキでエマの方から傍らに寄り添う姿が見られるなど、奥手で恋愛は苦手という傾向も若干緩和された。レコアに対しても、ティターンズへ寝返ったことについて「殺してしまうべきだったのよ!」と唾棄するテレビ版に対し、「（レコアは）女をやってるだけよ」と擁護するなど、心情の描写も若干違っている。

## 主な搭乗機
- RMS-099(MSA-099) リック・ディアス
- RX-178 ガンダムMk-II

## 補足
- エゥーゴに転向してから主に着用している緑のノースリーブは、レコアから譲られたものである。劇場版では、アーガマ艦内に常備されている女性用制服の備品という設定へ変更された。私服姿はテレビ版のみで描かれており、スカートを着用していた（アムロとの出会いの回想シーンとは別のもの）。
- エゥーゴ転向後、度々戦場で違和感を抱くことがあり、カミーユには到底及ばないものの、本人は無自覚ながらニュータイプとしての資質を開花させていた。ただし41話でコロニーへのガス攻撃による大量殺戮をカミーユとファは察していたが、エマは何も感じていなかった。
- 雑誌「Ζガンダムエース No.001」で掲載された北爪宏幸の読み切り漫画『My First Triumph』では、宇宙世紀0086年に士官候補生時代の活躍が描かれている。地球公転軌道から外れた宙域での辺境機動艦隊を巡察中にジオン残党と遭遇したため、急遽MS部隊の指揮を任される。ジム改に搭乗し、戦力的に劣勢ながらも敵の殲滅と基地制圧に成功した。後にこの功績が認められ、ティターンズへ入隊することになる。
- 富野由悠季による、『ΖガンダムPart2』という仮題が振られた『機動戦士ガンダムΖΖ』の企画書にあるあらすじによれば、エマは『ΖΖ』にも引き続き登場して物語の途中で戦死する予定だった[2]。
- デザインを担当した安彦良和は、富野がファラ・フォーセットのような彫りの深い白人女性ばかりを描かせたがるので、「エマのように日系といった設定を渡されると、それだけでイメージが確定し、安心する」と語っている[3]。
- 小説版のヘンケンの評では「世も世なら（戦争がなければ）優秀な秘書にでもなっていただろう」とあり、他分野においても優秀な人物であることがうかがえる。

## 評価
『愛と戦いのロボット 完全保存版』で発表されたアンケート「みんなで選ぶロボットアニメーションベスト100」では、「一番お気に入りのヒロインは？」で第28位にランクインした。